# Mutulu Shakur
Mutulu Shakur, nato Jeral Wayne Williams (Baltimora, 8 agosto 1950 – California meridionale, 7 luglio 2023), è stato un attivista per la nazione nera statunitense.

## Vita personale
Nacque a Baltimora, nel Maryland, l'8 agosto 1950, come Jeral Wayne William. Nel 1957 la famiglia si trasferisce nel quartiere Jamaica, nel Queens, a New York City. Inizialmente supportò il Movimento Rivoluzionario d'Azione, il RAM, poi la Repubblica della Nuova Africa.

## Carriera
Iniziò a lavorare nel 1970 con il Lincoln Detox una comunità di recupero per tossicodipendenti, fino al 1978 continuando comunque a contribuire alla direzione, sia dell'Agopunctur Advisory Association del Nord America (BAAANA) che dell'Istituto di agopuntura di Harlem.

## Arresto
Venne arrestato il 12 febbraio 1986 dopo che una lunga indagine ha dimostrato che, con l'aiuto di 5 complici, il 20 ottobre 1980, si era reso responsabile del furto di 1,6 milioni di dollari da un blindato nella cosiddetta Rapina del Blink. Fu l'ultimo ad essere processato; venne condannato a 60 anni di carcere. Sua sorella Assata Shakur (figlia del secondo marito della madre) e anche lei militante politica, era riuscita invece ad evadere dopo l'arresto (in una sparatoria dove morì il compagno Zayd Shakur e un poliziotto) e la condanna all'ergastolo, rifugiandosi poi a Cuba dove Fidel Castro le diede asilo politico.
Una volta incarcerato, Shakur fonda un'organizzazione con sede a New York chiamata "Dare 2 Struggle" con la pubblicazione, al decennale dalla scomparsa del rapper, Tupac Shakur (figlio di Afeni Shakur, non imparentato con Mutulu, anche se la sorella Assata fu la sua madrina), l'album chiamato "A 2Pac Tribute", album che contiene brani di artisti come il rapper Mopreme Shakur (il cognome Shakur è molto diffuso tra i neri militanti o simpatizzanti delle Black Panthers e nei loro discendenti), il gruppo gangsta rap, Outlawz, e Imaan Fede. Come spiega Shakur, il CD venne realizzato per motivare, ispirare i neri a lottare per i loro diritti, superando i numerosi ostacoli con determinazione.
Il 23 giugno 2022, Shakur ha dichiarato di avere pochi mesi di vita a causa di un cancro terminale al midollo osseo. Muore il 7 luglio 2023, all'età di 72 anni, circa otto mesi dopo essere stato scarcerato in regime di libertà condizionale.